# توباغو
توباغو (Tobago) هي إحدى الجزيرتين الرئيسيتين المكونتين لجمهورية ترينيداد وتوباغو في البحر الكاريبي . توباغو أصغر من الجزيرة الأخرى ترينيداد. تقع في جنوب البحر الكاريبي، شمال شرق ترينيداد، وجنوب غرينادا. يعتقد بأن اسم الجزيرة مستمد من كلمة «توباكو» (tobacco) بمعنى التبغ. مساحتها الإجمالية 300 كم2 (116 ميل مربع)، وعدد سكانها 54084 (عام 2000). عاصمتها سكاربوروغ التي يسكنها 17000 نسمة. للجزيرة مناخ استوائي.

## أعلام
- باربرا هاريس
- أ. ن. ر. روبنسون
- وينستون ديوك